# Anisomysis arabica
Anisomysis arabica är en kräftdjursart som beskrevs av Wooldridge och Victor 2004. Anisomysis arabica ingår i släktet Anisomysis och familjen Mysidae. Inga underarter finns listade i Catalogue of Life.